# Irving Island
Irving Island ist eine kleine Insel im Archipel der Biscoe-Inseln vor der Westküste des Grahamlands auf der Antarktischen Halbinsel. Sie liegt am nordöstlichen Ende der Barcroft-Inseln.
Luftaufnahmen der Falkland Islands and Dependencies Aerial Survey Expedition (1956–1957) dienten ihrer Kartierung. Das UK Antarctic Place-Names Committee benannte sie 1960 nach dem US-amerikanischen Physiologen Laurence Irving (1895–1979), der die Auswirkungen polarer Umgebungen auf den menschlichen Körper untersuchte.